# William R. Moses
William R. Moses, egentligen William Remington Moses, född 17 november 1959 i Los Angeles, Kalifornien, är en amerikansk skådespelare, främst känd för rollen som Cole Gioberti i TV-serien Maktkamp på Falcon Crest (1981–1987). Han spelade även rollen som Keith Gray i TV-serien Melrose Place (1992–1993). 
Han är son till skådespelaren Marian McCargo och styvson till den republikanske kongressledamoten Alphonzo E. Bell, Jr.. Moses gifte sig med Tracy Nelson, dotter till musikern Ricky Nelson, 1987 och paret fick en dotter. Han skilde sig 1997 och  gifte om sig 2000 och har två döttrar med sin nya fru Sarah.

## Filmografi i urval
- 1981–1987 – Maktkamp på Falcon Crest (TV-serie)
- 1982 – Fantasy Island
- 1983-1986 - Kärlek ombord
- 1987 - Hotellet
- 1988 – Tre tjejer
- 1988 - Mord och inga visor
- 1988-1989 - Krig och hågkomst
- 1989 - Fader Dowlings mysterier
- 1989-1995 - Perry Mason
- 1990 - Rock Hudson
- 1992–1993 – Melrose Place (TV-serie)
- 1999-2002 - På heder och samvete
- 2001 - Ally McBeal
- 2003 - Sjunde himlen
- 2007 - CSI: Miami
- 2008 - Ghost Whisperer
- 2010 - Big Love
- 2015 - Mad Men
- 2015 - Homeland
- 2016 - Grey's Anatomy